# فرهنگ تاریخ اندیشه‌ها
فرهنگ تاریخ اندیشه‌ها کتابی از فیلیپ واینر است.

## ترجمه فارسی
ترجمه فارسی این کتاب در سال ۱۳۸۵ منتشر و در مراسم کتاب سال جمهوری اسلامی ایران به‌عنوان کتاب برگزیده معرفی شد.